# Dvurétxie (Kamtxatka)
|  | Per a altres significats, vegeu «Dvurétxie». |

Dvurétxie (en rus: Двуречье) és un poble (un possiólok) del krai de Kamtxatka, a Rússia, que el 2020 tenia 288 habitants. Pertany al districte de Iélizovo.